# 春联街道
春联街道是中华人民共和国湖南省株洲市攸县下辖的一个街道办事处。

## 行政区划
春联街道下辖以下村级行政区划单位：
山背社区、柘合社区、春联社区、双丰社区、春风社区、盘龙村、巨洲村和春塘龙村。